# Brunettia howelli
Brunettia howelli är en tvåvingeart som beskrevs av Wagner och Andersen 2007. Brunettia howelli ingår i släktet Brunettia och familjen fjärilsmyggor.
Artens utbredningsområde är Tanzania. Inga underarter finns listade i Catalogue of Life.